# NGC 3527
NGC 3527 é uma galáxia espiral barrada (SBa) localizada na direcção da constelação de Ursa Major. Possui uma declinação de +28° 31' 40" e uma ascensão recta de 11 horas, 07 minutos e 18,3 segundos.
A galáxia NGC 3527 foi descoberta em 11 de Abril de 1785 por William Herschel.